# Портянко, Николай Григорьевич
Николай Григорьевич Портянко (8 августа 1927, станица Марьянская, Северо-Кавказский край — 7 ноября 2008, Малоярославец) — советский инженер в области газовой промышленности, директор научно-исследовательского, проектно-конструкторского института «ЮжНИИгипрогаз» Архивная копия от 14 октября 2012 на Wayback Machine, лауреат Государственной премии СССР (1978). Дважды Орденоносец: Орден Ленина (1983) и Орден Трудового Красного Знамени (1978).

## Биография
Родился в казачьей семье. После окончания школы в 1944 году был призван в ряды Красной армии, участник Великой Отечественной войны; по 1951 году служил в пограничных войсках.
В 1955 году с отличием окончил Краснодарский станкостроительный техникум по специальности «Бурение нефтяных и газовых скважин». В 1960 году окончил Московский институт нефтехимической и газовой промышленности; во время учёбы подрабатывал электриком. С 1960 году — инженер Всесоюзного государственного проектного института подземной газификации углей «Гипроподземгаз» (ныне «ЮжНИИгипрогаз») в городе Донецке, затем — главный инженер проекта Государственного научно-исследовательского и проектно-конструкторского института «ЮжНИИгипрогаз».
В 1978—1981 годах — главный инженер, в 1981—1988 годах — директор Государственного научно-исследовательского и проектно-конструкторского института «ЮжНИИгипрогаз»; институт являлся генеральным проектировщиком магистрального экспортного газопровода Уренгой — Помары — Ужгород, месторождения Астраханское газоконденсатное месторождение, обустройства месторождения Южно-Русское нефтегазовое месторождение. Институт являлся разработчиком проектов ряда крупнейших в мировой практике газовых и газоконденсатных месторождений и магистральных газопроводов СССР. За достигнутые успехи в проектировании объектов газовой промышленности СССР в 1983 году «ЮжНИИгипрогаз» был награждён орденом Трудового Красного Знамени, в этот период возглавлял институт Николай Портянко.
В пору руководства институтом, до этого на рядовых инженерных должностях, Николай Портянко лично участвовал в процессах изыскания, геолого разведки, подготовки и строительства объектов газовой промышленности СССР проектируемых «ЮжНИИгипрогаз», основные из них: газовое месторождение Медвежье, газовое месторождение Ямбургское (Западная Сибирь), Оренбургский газохимический комплекс, Астраханский газоперерабатывающий завод, экспортный газопровод Уренгой — Помары — Ужгород, Бованенковское нефтегазоконденсатное месторождение.
В 1972 году при вводе в эксплуатацию ГП-2 (Медвежье газовое месторождение) объекты Надымского региона посещал председатель Совета министров СССР А. Н. Косыгин, одним из немногих руководителей, удостоившихся инспектировать завершение строительства совместно с высоким гостем, был Портянко.
В книге «Летопись Великой Стройки», выпущенной редакцией «Известия» СССР в 1983 году, посвящённой строительству газопровода Уренгой — Помары — Ужгород, есть глава «Южнее Полярного Круга», где Николай Портянко на вопрос, почему именно «ЮжНИИгипрогаз» играет такую важную роль в развитии газовых месторождений севера СССР, отвечает: «Прошу запомнить, что всё, что лежит в нашей стране, южнее Полярного круга, находится в поле деятельности ЮжНИИгипрогаза».
Неоднократно избирался депутатом Киевского районного Совета народных депутатов города Донецка.
После ухода с поста директора продолжал работать в «ЮжНИИгипрогаз» главным инженером проектов. В 1994 году, приняв предложение РАО «Газпром» наладить проектно-изыскательские работы на новом совместном российско-голландском предприятии «АГРИСОВГАЗ», переехал с семьей в город Малоярославец (Калужская область), где несколько лет работал заместителем генерального директора по проектно-изыскательским работам ОАО «АГРИСОВГАЗ», директором ПО «Агрипроект».
Скончался 7 ноября 2008 году. Похоронен в г. Малоярославец на городском кладбище.
Автор ряда изобретений (в соавторстве).

### Семья
Жена — Нина Леонидовна (род. 1939).
- дети: Надежда, Леонид

## Награды
- Медаль «За победу над Германией в Великой Отечественной войне 1941—1945 гг.» (1948)
- Орден Трудового Красного Знамени(1973)
- Государственная премия СССР (1978) — за комплекс научно-технических решений по ускоренному вводу и разработку Медвежьего газового месторождения в условиях Крайнего Севера.
- Орден Ленина (1983)
- «Ветеран труда Газовой Промышленности» (1987)
- «Почётный работник газовой промышленности» (2000)